# 盧克·豪

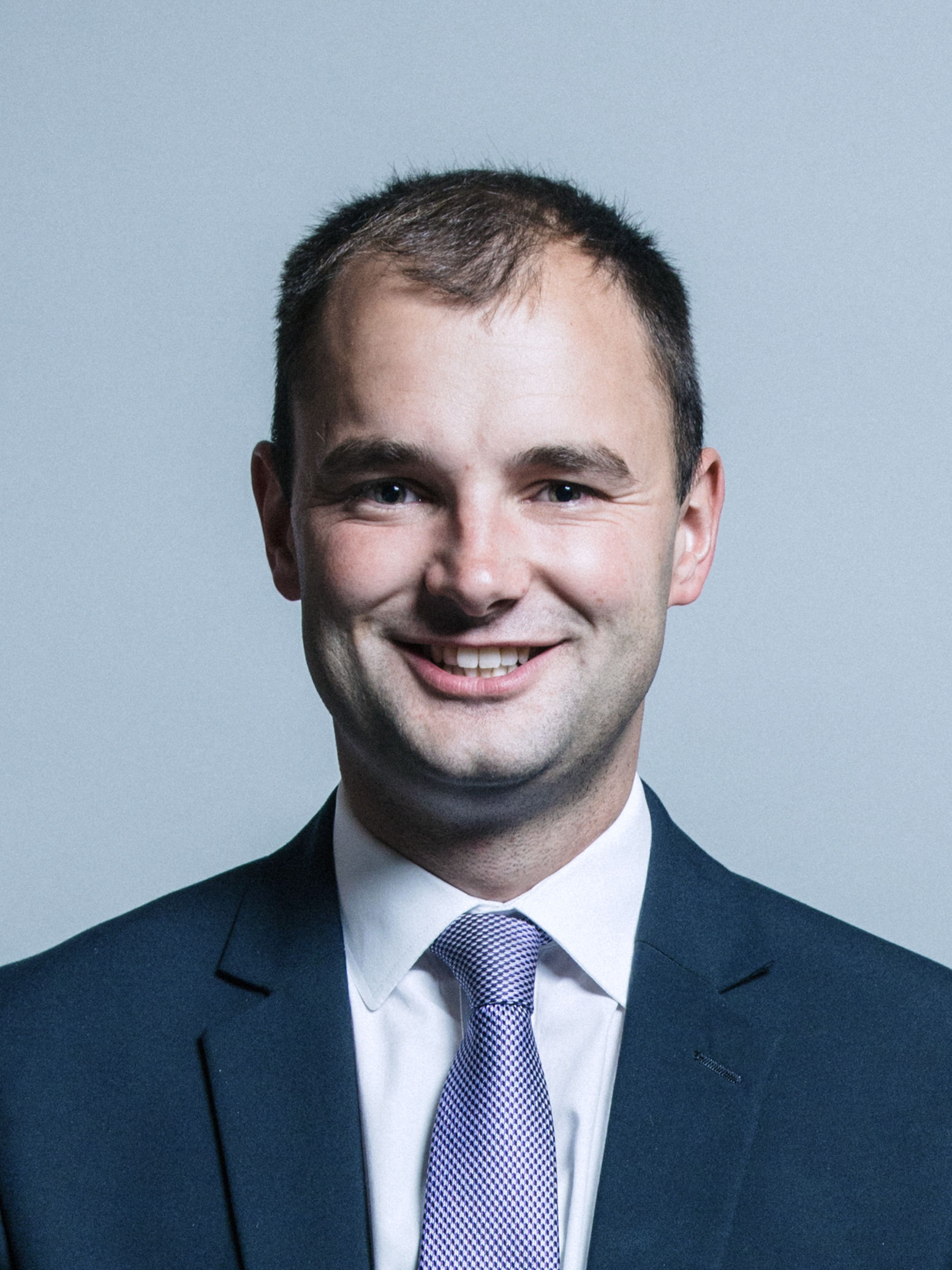

盧克·安東尼·豪（英語：Luke Anthony Hall，1986年7月8日—）是一位英格蘭政治人物，他的黨籍是保守黨。自2015年開始，他擔任桑伯里和耶特選區選出的英國下議院議員。